# Джастін Діль
Джастін Діль (нім. Justin Diehl, нар. 27 листопада 2004, Кельн, Німеччина) — німецький футболіст ганського походження, нападник клубу «Штутгарт».

## Ігрова кар'єра

### Клубна
Джастін Діль народився у місті Кельн у родині вихідців з Гани. Вже у віці восьми років він приєднався до футбольної академії місцевого клубу «Кельн», де грав у молодіжній клубній команді.
У серпні 2020 року футболіст підписав з клубом свій перший професійний контракт. Першу гру в основі Діль провів у січні 2023 року у турнірі Бундесліги проти «Вердера».
22 травня 2024 року «Штутгарт» анонсував, що підписав з Ділем п'ятирічний контракт, який вступає в дію 1 липня 2024 року.

### Збірна
Маючи ганське коріння, на міжнародному рівні Джастін Діль обрав збірну Німеччини. З 2019 року він захищає кольори юнацьких збірних цієї країни.

## Титули і досягнення
- Володар Кубка Німеччини (1):

«Штутгарт»: 2024-25